# Wählprüfnetz

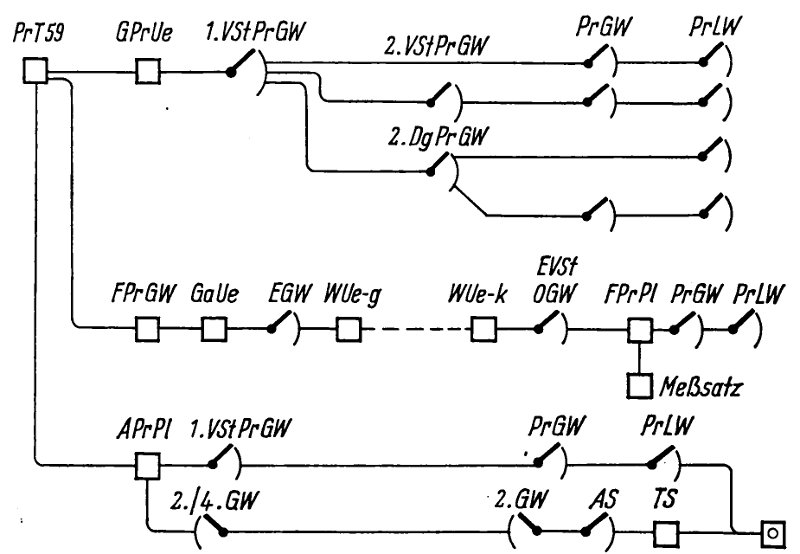
Wählprüfnetz der Deutschen Bundespost Schemazeichnung

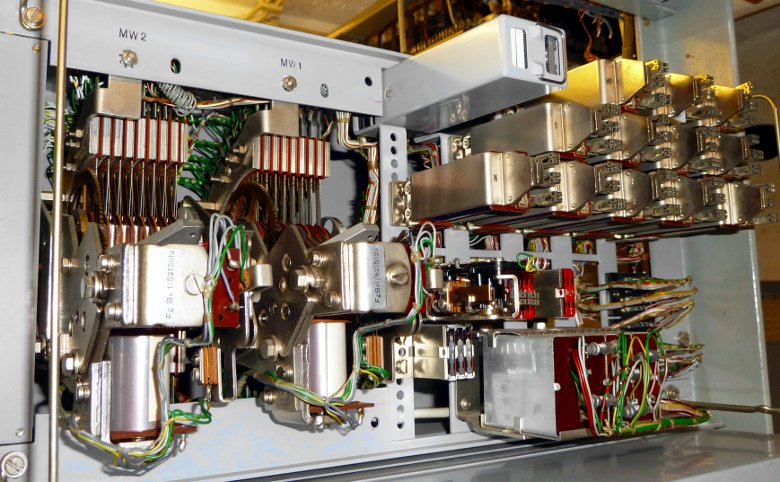
Prüfgruppenwähler aus dem System 55

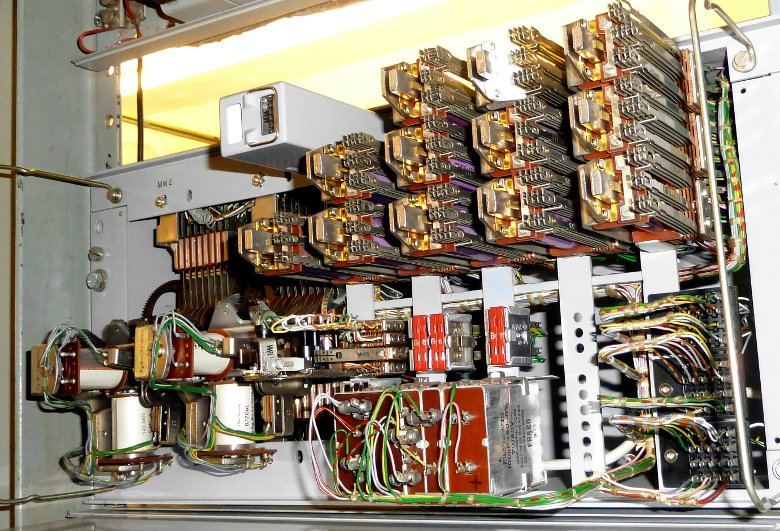
Prüfgruppenwähler aus dem System 55

Unter einem Wählprüfnetz versteht man eine spezielle Erweiterung eines Telefonnetzes, mit dem ein Prüfen von Teilnehmeranschlussleitungen einschließlich des angeschlossenen Telefons von einer zentralen Stelle aus ermöglicht wird.
Zur Messung der Teilnehmeranschlussleitung wurde in der Anfangszeit der Vermittlungstechnik ein Prüfschrank mit der Teilnehmerleitung am Hauptverteiler (HVT) der jeweiligen Vermittlungsstelle verbunden. Die zu prüfende Leitung wurde dabei am Hauptverteiler aufgetrennt und als Innen- und Außenleitung zum Prüfschrank geführt.
Aus Gründen der Rationalisierung wurde der Entstörungsdienst des westdeutschen Telefonnetzes weitgehend zentralisiert. Zu diesem Zweck ist ein besonderes Gleichstrom-Wählprüfnetz mit eigenen Schaltgliedern aufgebaut worden. Von einem Prüfschrank konnten dann über die einzelnen Wahlstufen verschiedene Ortsnetze angewählt werden und die Teilnehmerleitungen geprüft werden.
Der Aufbau erfolgte durch die Deutsche Bundespost in den 1950er Jahren. In diesem Zusammenhang wurden auch die zentralen Entstörungsstellen 59 eingerichtet. Das Wählprüfnetz war für den normalen Fernsprechteilnehmer schaltungstechnisch nicht zu erreichen.
Das Wählprüfnetz ermöglichte vom Prüftisch 59 über eigene Wahlstufen die Anwahl aller Teilnehmeranschlussleitungen zu Messzwecken. Es konnten auch die Fernsprechanschlüsse unbesetzter Ortsvermittlungsstellen (OVSt) jederzeit geprüft werden. (Siehe Schemazeichnung)
In der Vermittlungsstelle war ein Prüfgruppenwähler (siehe Bilder) und in jedem Teilnehmerhundert ein Prüfleitungswähler installiert. Der Prüfleitungswähler war im Vielfach so angeschaltet, dass er vom Gruppenwähler als letzter Leitungswähler belegt wurde. Er konnte von den Teilnehmern als ganz normaler Leitungswähler benutzt werden. Die gleichstrommäßige Durchschaltung der beiden Teilnehmeradern a und b konnte nur vom Prüftisch über das Wählprüfnetz veranlasst werden.
In der übergeordneten zentralen Entstörungsstelle gab es noch einen Vermittlungsstellen-Prüfgruppenwähler (VSt-PrGW). Diesem Gruppenwähler war z. B. der Prüftisch 59 oder der automatische Prüfplatz vorgeschaltet. Mit dem VSt-PrGW wurde die gewünschte Vermittlungsstelle angewählt, an welcher der zu prüfende Teilnehmer angeschaltet war. Über den Prüfgruppenwähler und den Prüfleitungswähler konnte die Leitung des Teilnehmers gemessen werden.
Bei den Wählprüfnetzen ist grundsätzlich nach Netzen mit galvanisch durchgeschalteten Leitungen und nach solchen mit abgeriegelten Leitungen zu unterscheiden.
Als Wähler wurde in den Wählprüfnetzen je nach Anzahl der OVSt bzw. Größe der Ortsnetze (ON) Vermittlungsstellenprüfgruppenwähler (VStPrGW), Durchgangsprüfgruppenwähler (DgPrGW), Prüfgruppenwähler (PrGw) und in jedem Teilnehmer-Hundert, ein Prüfleitungswähler (PrLW) eingesetzt.
Die Prüftische 59 wurden mit dem Prüfnetz bei galvanisch durchgeschalteten Leitungen über eine Gleichstromprüfübertragung (GPrUe) zusammengeschaltet. Beim Aufbau des Netzes wurde eine möglichst rufnummerngerechte Ansteuerung der zu prüfenden Anschlüsse
angestrebt.
In Wählprüfnetzen mit galvanisch abgeriegelten Leitungen wird zusätzlich ein ferngesteuerter Prüfplatz (FPrPl) eingesetzt. Dieser FPrPl entspricht in seinen Messfunktionen dem Prüftisch 59. Er wird vom Prüftisch der zentralen Entstörungsstelle durch Nummernschalterimpulse angesteuert, er setzt die Gleichstrommesswerte in Wechselspannungen in Frequenzen des Sprachbandes um und sendet diese zur zentralen Stelle zurück. Diese Frequenzen konnten über eine beliebige Leitung übertragen werden. In der Zentrale wurden Wechselspannungen wieder in Gleichstromwerte umgewandelt.
Zwischen dem Prüftisch und Wählprüfnetz ist an Stelle der GPrUe eine Fernprüfübertragung (FprUe) eingeschaltet.
Ebenfalls zum Wählprüfnetz gehören die Anschalteübertragungen (AnUe). Über diese AnUe werden die Leitungen dem Prüfnetz manuell zugeschaltet, die über PrLW nicht ansteuerbar sind. Es handelt sich dabei in erster Linie um einseitig gerichtete
Durchwahlleitungen und Anschlussleitungen zu Nebenstellenanlagen.
Zur Rationalisierung der Routineprüfungen, die vom Entstörer nach Beendigung seiner Reparaturarbeit im Anschluss daran vorgenommen werden müssten, wurde der automatische Prüfplatz (APrPl) geschaffen.
Der APrPI war mit Messschaltungen ausgerüstet. Diese führten nur die Grenzwertkontrollen durch und gaben dem Entstörer und eine Gut-Schlecht-Aussagen durch. Der APrPI wurde vom Entstörer unter einer bestimmten Ruf-Nummer angewählt. Anschließend wurde durch Wahl der Anschlussnummer des zu prüfenden Anschlusses eine Verbindung vom APrPI über das Wählprüfnetz zum Anschluss aufgebaut. Nach Auflegen des Handapparates wurde vom APrPI gemessen. Zur Anzeige des Messergebnisses wird vom APrPI der Anschluss angerufen. Nach Abheben des Handapparates erhält der Entstörer das Ergebnis der Messungen durch bestimmte Hörtöne mitgeteilt.